# 강진성
강진성(姜眞成, 1993년 10월 19일 ~ )은 키움 히어로즈의 외야수 지명타자이다. 그의 아버지는 전 KBO 리그 쌍방울 레이더스의 외야수이자, 현 KBO의 심판위원 팀장인 강광회이다.

## 아마추어 시절
초등학교 시절 포지션은 포수였으나 잠신중학교로 진학하며 포지션을 내야수로 변경했다. 경기고등학교 시절 주전 포수의 부상으로 지역 대회에서 포수를 본 적이 있지만 줄곧 3루수만 봤다.

## NC 다이노스시절
2012년 4라운드 1순위(전체 33순위)로 지명받아 입단하였다.
2013년 퓨처스리그 65경기에 출전해 2할대 타율, 28타점, 6도루를 기록했다.

## 경찰 야구단시절
2014년에 입대 후 당시 감독이었던 유승안의 지도를 받고 포지션을 3루수에서 포수로 전향했다.

## NC 다이노스복귀

### 2015년시즌
전역하자마자 토미 존 수술을 받았고, 이후 1년간 재활했다.

### 2017년시즌
9월 10일에 데뷔 첫 홈런을 기록했다.

### 2020년시즌
5월 8일 LG 트윈스와의 경기에서 문광은을 상대로 2점 홈런을 기록했다. 이 홈런은 그의 시즌 첫 홈런이었다. 5월 13일 kt 위즈와의 연장전에서 이대은을 상대로 끝내기 안타를 기록했다. 모창민의 부상으로 주전 1루수로 활동했다. 5월 한 달간 타율 0.474(57타수 27안타(5홈런)), 19타점으로 맹활약했다.
시즌 121경기에 출장해 3할대 타율, 122안타(12홈런), 70타점, 53득점을 기록했다.
시즌 후 2020 나누리병원 일구상 시상식에서 의지노력상을 수상했다.

#### 2020년한국시리즈
6경기에 출전해 타율 0.304(23타수 7안타), 1득점, 2삼진을 기록했다.
- 기록

| 타율  | 경기 | 타수 | 득점 | 안타 | 2루타 | 3루타 | 홈런 | 루타 | 타점 | 도루 | 도루 실패 | 볼넷 | 사사구 | 삼진 | 병살타 | 장타율 | 출루율 | 실책 |
| ----- | ---- | ---- | ---- | ---- | ----- | ----- | ---- | ---- | ---- | ---- | --------- | ---- | ------ | ---- | ------ | ------ | ------ | ---- |
| 0.304 | 6    | 23   | 1    | 7    | 0     | 0     | 0    | 7    | 3    | 0    | 1         | 0    | 0      | 2    | 2      | 0.304  | 0.304  | 0    |

## 두산 베어스시절
2021년 12월 22일에 FA를 통해 NC 다이노스로 이적한 박건우의 보상 선수 자격으로 이적하였다.

## SSG 랜더스시절
2023년 5월 25일 당시 SSG 랜더스 소속이었던 김정우와 1:1 트레이드를 통해 이적하였다. 2024년 10월 방출되었다.

## 키움 히어로즈시절
- 10월 11일 키움 히어로즈로 이적 했다

## 별명
- 가수 비의 '깡'이 인기를 얻으며 '1일 1깡'이라고 불렸다.

## 트리비아
- 그의 아버지가 KBO의 심판이어서 아버지가 아들이 출전한 경기의 주심을 보지 못하도록 하는 규칙이 만들어졌다.[3]

## 경력
- 2010년 아시아 청소년 야구 선수권 대회 국가대표

## 출신 학교
- 서울가동초등학교
- 잠신중학교
- 경기고등학교

## 통산 기록
| 연도 | 팀명  | 타율  | 경기 | 타수 | 득점 | 안타 | 2루타 | 3루타 | 홈런 | 루타 | 타점 | 도루 | 도실 | 볼넷 | 사구 | 삼진 | 병살 | 실책 |
| ---- | ----- | ----- | ---- | ---- | ---- | ---- | ----- | ----- | ---- | ---- | ---- | ---- | ---- | ---- | ---- | ---- | ---- | ---- |
| 2013 | NC    | 0.500 | 3    | 2    | 1    | 1    | 1     | 0     | 0    | 2    | 0    | 0    | 0    | 1    | 0    | 0    | 0    | 0    |
| 2017 | NC    | 0.296 | 28   | 27   | 5    | 8    | 3     | 0     | 1    | 14   | 5    | 0    | 0    | 4    | 1    | 4    | 1    | 0    |
| 2018 | NC    | 0.235 | 45   | 68   | 5    | 16   | 3     | 0     | 0    | 19   | 1    | 0    | 0    | 4    | 0    | 17   | 3    | 0    |
| 2019 | NC    | 0.247 | 41   | 97   | 11   | 24   | 4     | 1     | 2    | 36   | 14   | 2    | 1    | 3    | 4    | 20   | 6    | 1    |
| 2020 | NC    | 0.309 | 121  | 395  | 53   | 122  | 25    | 0     | 12   | 183  | 70   | 9    | 1    | 20   | 9    | 46   | 11   | 4    |
| 2021 | NC    | 0.249 | 124  | 406  | 49   | 101  | 20    | 0     | 7    | 142  | 38   | 9    | 3    | 36   | 14   | 68   | 12   | 13   |
| 2022 | 두산  | 0.163 | 40   | 80   | 7    | 13   | 2     | 0     | 1    | 18   | 8    | 4    | 0    | 11   | 2    | 20   | 2    | 0    |
| 2023 | SSG   | 0.261 | 58   | 134  | 10   | 35   | 6     | 1     | 3    | 52   | 17   | 0    | 0    | 6    | 3    | 20   | 2    | 1    |
| 2024 | SSG   | 0.185 | 16   | 27   | 4    | 5    | 0     | 0     | 0    | 5    | 2    | 0    | 0    | 3    | 0    | 5    | 0    | 0    |
| 통산 | 8시즌 | 0.263 | 476  | 1236 | 145  | 325  | 64    | 2     | 26   | 471  | 155  | 24   | 5    | 88   | 16   | 200  | 37   | 19   |